# ラッキィィィィィィィ7
『ラッキィィィィィィィ7』（ラッキィィィィィィィセブン）は、ジャニーズWESTの2作目のスタジオ・アルバム。2015年12月9日にジャニーズ・エンタテイメントから発売。通常盤と初回限定盤の2形態で発売。通常盤にはボーナストラック、初回限定盤にはDVDが付属。

## 収録曲

### CD
※「TAMER」以降、通常盤のみ収録。
1. ラッキィスペシャル
作詞・作曲・編曲：Shusui・ha-j
2. ズンドコ パラダイス
作詞、作曲：岩崎貴文、編曲：CHOKKAKU
  - 3rdシングル
3. Seven Powers
作詞・作曲：森若香織、編曲：LASTorder、杉山圭一、秦千香子
4. ホルモン〜関西に伝わりしダイアモンド〜
作詞：チカラ from Civilian Skunk、作曲：ジュンタ from Civilian Skunk、編曲：鈴木雅也
ホルモン焼きを題材にした楽曲。
5. ガッテン アンセム
作詞：MiNE、作曲：川口進・MiNE・Atsushi Shimada、編曲：Atsushi Shimada
6. 夢を抱きしめて
作詞：canna、作曲：Shusui・RAAY・ART HUNTER、編曲：Raay
  - 2ndシングルの2曲目
  - 藤井流星主演 MBS・TBS系ドラマ「アゲイン!!」エンディング・テーマ
7. 3.1415926535
作詞：チカラ from Civilian Skunk、作曲：ジュンタ from Civilian Skunk、編曲：宮﨑歩
円周率を題材にした楽曲。
8. きみへのメロディー
作詞：SOU by COZMIC CODE、作曲：KASUMI・SOU by COZMIC CODE、編曲：KASUMI
9. ジパング・おおきに大作戦
作詞、作曲：市川喜康・マシコタツロウ・ha-j、編曲：市川喜康
  - 2ndシングルの1曲目
10. Eternal
作詞：zopp、作曲：STEVEN LEE・Andreas Stone Johansson、編曲：Andreas Stone Johansson
11. バリ ハピ
作詞：zopp、作曲：Shusui・Raay・Art Hunter、編曲：Raay
  - 4thシングル
12. TAMER - 中間淳太
作詞：中間淳太、作曲・編曲：Kevin Borg・Simon Gribbe
13. Lovely Xmas - 重岡大毅・神山智洋
作詞：イワツボコーダイ、作曲：GRP・イワツボコーダイ、編曲：GRP
14. Terrible - 藤井流星・小瀧望
作詞：Komei Kobayashi、作曲・編曲：Tommy Clint
15. こんな曲作りました - 桐山照史・濵田崇裕
作詞：桐山照史・濱田崇裕、作曲：Andreas Oberg・Simon Petren、編曲：Simon Petren

### DVD
※初回限定盤のみ
1. 「ラッキィスペシャル」Music Video & Making 〜ラッキィ王決定戦!!〜

## テレビ出演
ラッキィスペシャル
- 『ザ少年倶楽部』（2015年12月9日、NHK BSプレミアム）
テレビ初披露

ホルモン〜関西に伝わりしダイアモンド〜
- 『ザ少年倶楽部』（2016年2月10日、NHK BSプレミアム）
重岡が「モモコのOH!ソレ!み〜よ!」の収録の為、6人で披露

3.1415926535
- 『ザ少年倶楽部』（2016年2月3日、NHK BSプレミアム）
重岡が「モモコのOH!ソレ!み〜よ!」の収録の為、6人で披露

きみへのメロディー
- 『ザ少年倶楽部』（2016年3月9日、NHK BSプレミアム）
テレビ初披露

- 『ザ少年倶楽部』（2017年12月8日、NHK BSプレミアム）
重岡が「モモコのOH!ソレ!み〜よ!」の収録の為、6人で披露

Eternal
- 『ザ少年倶楽部』（2016年3月2日、NHK BSプレミアム）
テレビ初披露